# Kathy Weston
Kathy Weston (eigentlich Kathleen Stella Weston; * 19. Mai 1958 in Reno, Nevada) ist eine ehemalige US-amerikanische Mittelstreckenläuferin und Sprinterin.
1975 siegte sie bei den Panamerikanischen Spielen in Mexiko-Stadt über 800 m und gewann Silber in der 4-mal-400-Meter-Staffel. 
Bei den Olympischen Spielen 1976 in Montreal schied sie über 800 m im Vorlauf aus.
1975 wurde sie US-Hallenmeisterin über 880 Yards.

## Persönliche Bestzeiten
- 400 m: 53,07 s, 21. Mai 1977, Westwood
- 800 m: 2:00,73 min, 22. Juni 1976, Eugene